# Ce soir (ou jamais !)
Pour les articles homonymes, voir Ce soir ou jamais.
Ce soir (ou jamais !) est une émission de télévision culturelle française présentée par Frédéric Taddeï de 2006 à 2016. Programmée en deuxième partie de soirée, elle est diffusée en direct sur France 3 puis à partir de 2013 sur France 2.

## Présentation de l'émission
Ce soir (ou jamais !) est diffusée quotidiennement, de 2006 à 2011, du lundi au jeudi (sa durée est d'une heure vingt comprenant généralement l'interruption par le Soir 3). L'émission est présentée par Frédéric Taddeï, mais Samuel Étienne alors présentateur sur I-télé était envisagé par la production.
En 2011, elle devient hebdomadaire avec une programmation le mardi soir et une durée allongée à deux heures. Le dernier numéro sur France 3 est diffusé le 12 février 2013. L'émission est transférée sur France 2, tous les vendredis soir, à partir du 8 mars 2013.
Fin mai 2015, Ce soir (ou jamais !) est devenue l'émission culturelle à la plus longue longévité à la télévision française, quant au nombre de diffusions (724 numéros), battant le précédent record établi par Apostrophes de Bernard Pivot. Cependant, Apostrophes possède une plus grande longévité ayant été à l'antenne pendant quinze ans, contre neuf pour le programme de Frédéric Taddeï. 
Le dernier numéro de Ce soir (ou jamais !) est diffusé le 20 mai 2016. L'arrêt officiel de l'émission est dû au manque d'audience. En septembre 2016, lui succède Hier, aujourd'hui, demain, un magazine culturel consacré aux idées présenté un mercredi par mois également par Frédéric Taddeï,.

## Principe de l'émission
Le principe de Ce soir (ou jamais !) est de présenter en direct et en public « l'actualité vue par la culture, ». Le public n'intervient pas (il n'y a ni applaudissements ni réactions), mais il a la possibilité de se déplacer sur le plateau contribuant ainsi à une ambiance de café culturel. L'émission réunissait des invités aux profils très variés, autour de thèmes d'actualité précis, que les intervenants ont le loisir de développer longuement alors que l'animateur se tient en retrait, n'intervenant que de façon sporadique pour cadrer le débat. À de rares exceptions près, les invités ne sont pas encouragés à faire leur propre promotion.
Ce soir (ou jamais !) aborde l'actualité culturelle classique (livre, cinéma, spectacle vivant, vie nocturne), et engage des débats de fond sur la place de la culture en France, des questions de société et d'actualité, et présente des revues de presse. Elle se termine par un plateau musical où se produisent, pour un titre, des chanteurs et musiciens de tous styles musicaux.
De 2006 à 2011, l'émission qui est diffusée du lundi au jeudi permet, par son organisation en deux parties, à la chaîne de programmer son journal d'informations le Soir 3 à 23 heures précises.
La musique du générique est une œuvre originale de Frédéric Botton.

## Invités
Les invités sont issus du monde culturel (écrivains, comédiens, réalisateurs, etc.), y compris hors période de promotion ; du monde universitaire (scientifiques, philosophes, sociologues, etc.) ; ou du monde politique. L'émission démontrait une grande pluralité parmi les personnalités invitées. Ainsi, en 2010, 61,5 % des 653 invités ne sont intervenus qu'une seule fois[réf. nécessaire], et 42,45 % des 4 124 invités ne l'ont été qu'une fois entre septembre 2006 et le 29 mai 2012[réf. nécessaire].
Toutefois certains intervenants ont été invités à de nombreuses reprises, ce qui a suscité des critiques. Les personnes les plus souvent invitées sont : Emmanuel Todd, Michel Maffesoli, Thierry Lévy et Jean-Didier Vincent.

## Critiques et polémiques
L'émission est critiquée par des personnalités, comme le journaliste Patrick Cohen, pour recevoir régulièrement des intervenants qu'il juge « politiquement incorrects » voire « infréquentables » et laisser trop de liberté d'expression à des intervenants aux idées considérées comme extrémistes. Ainsi, Frédéric Taddéï a accueilli à une dizaine de reprises[évasif] Marc-Édouard Nabe, Tariq Ramadan et Houria Bouteldja. Il a également invité à plusieurs reprises Dieudonné et Alain Soral alors qu'ils étaient par ailleurs persona non grata à la télévision française.
La journaliste Caroline Fourest a affirmé que Frédéric Taddeï prenait parti en mettant tous les points de vue à égalité – faisant référence à Jean-Luc Godard : « L’objectivité ce n’est pas cinq minutes pour les Juifs et cinq minutes pour Hitler – et en ne contextualisant pas ses interlocuteurs (par exemple en ne présentant Marc-Édouard Nabe que sous son statut d'auteur, alors qu'il est par ailleurs controversé[C'est-à-dire ?]). 
Le 10 janvier 2014, Marc-Édouard Nabe est invité à part des autres intervenants, pour donner son avis sur l'interdiction du spectacle de Dieudonné demandée par Manuel Valls. Il s'est montré fortement opposé à Dieudonné et à Alain Soral, en traitant le sujet sous l'angle plus général du conspirationnisme (qu'il dit déplorer) plutôt que sous l'angle restreint de l'antisémitisme, accusation dont lui-même a fait l'objet par le passé. Cependant il déplore aussi l'interdiction du spectacle de Dieudonné, selon lui une atteinte à la liberté d'expression, encourageant du reste une posture de victimisation. Cette invitation de Marc-Édouard Nabe, sans que les autres invités en soient prévenus, a suscité de vives polémiques. Émilie Frèche, qui avait déjà attaqué l’animateur, a déclaré à la suite de cette invitation que Frédéric Taddeï « disait aux racistes qu’ils auraient toujours droit de cité dans cette émission ». La rumeur d'une possible suppression a même été évoquée le 17 janvier 2014 d'après Jean-Marc Morandini avant d'être démentie[réf. nécessaire]. L’émission a finalement été déprogrammée par France 2 en mai 2016, sans que soient invoqués des motifs liés à son contenu.
L'émission a été décrite par d'autres auteurs tels Alain Jakubowicz ou Philippe Bilger comme un « espace de liberté » tandis que, selon Régis Debray, elle est « l’honneur de la télévision publique française ».

## Audiences
| Chaîne   | Date de diffusion        | Invités | Audience moyenne          | Audience moyenne | Références |
| Chaîne   | Date de diffusion        | Invités | Nombre de téléspectateurs | PDM              | Références |
| -------- | ------------------------ | --- | ------------------------- | ---------------- | ---------- |
| France 3 | Jeudi 20 décembre 2007   | Danielle Darrieux, Michèle Morgan, Micheline Presle                                                                                      | 735 000                   | 12,5 %           | [ 13 ]     |
| France 3 | Mardi 12 avril 2011      | Marie-France Garaud, Pierre Aknine, Jean-François Balmer, Patrice Duhamel, Yves Boisset, Éric Roussel                                    | 2 000 000                 | 11,3 %           | [ 14 ]     |
| France 2 | Vendredi 10 janvier 2014 | Jean-François Kahn, Alain Jakubowicz, Jean Bricmont, Hector Obalk, Émilie Frèche, Eduardo Rihan Cypel, Agnès Tricoire, Marc-Édouard Nabe | 1 100 000                 | 8,8 %            | [ 15 ]     |
| France 2 | Vendredi 10 octobre 2014 | Éric Zemmour, Jacques Attali, Philippe Nemo, Clémentine Autain, François Dubet, Cynthia Fleury                                           | 1 014 000                 | 7 %              |            |
| France 2 | Vendredi 9 janvier 2015  | Michaël Fœssel, Catherine Clément, Christian Schiaretti                                                                                  | 662 000                   | 6,5 %            | [ 16 ]     |

Légende :
- Le plus haut chiffre d'audience

## Prix
- 2007 : prix de la meilleure émission de télévision de l’année, lors du Grand Prix des médias 2007.
- 2007 : Frédéric Taddeï a reçu le prix Philippe-Caloni de l'interview et de l'entretien.
- 2010 : Laurier Télévision culture, décerné par le Club audiovisuel de Paris (CAVP).